# Атлантида: Изгубљено царство
Атлантида: Изгубљено царство је амерички анимирани научнофантастични акциони авантуристички филм из 2001. године који је продуцирала компанија Walt Disney Feature Animation и издао Walt Disney Pictures. Режисери су Гери Труздејл и Кирк Вајс, а продуцент је Дон Хан. Сценарио је написао Таб Марфи, а причу су осмислили Марфи, Вајс, Труздејл, Џос Видон и сценаристички тим Брајс Зејбел и Џеки Зејбел. Филм има богату глумачку екипу у којој гласове позајмљују Мајкл Џ. Фокс, Кри Самер, Џејмс Гарнер, Леонард Нимој, Дон Новело, Фил Морис, Клаудија Кристијан, Жаклин Обрадорс, Џим Варни, Флоренс Стенли, Џон Махони, Дејвид Огден Стијерс и Кори Бартон. Радња филма је смештена у 1914. годину и прати младог лингвисту Мајла Теча, који долази у посед свете књиге за коју верује да ће њега и екипу плаћеника одвести до изгубљеног града Атлантиде.
Развој филма је започео након завршетка продукције филма „Звонар Богородичине цркве”(1996). Уместо још једног мјузикла, режисери Труздејл и Вајс, продуцент Хан и сценариста Марфи одлучили су да направе авантуристички филм инспирисан делима Жила Верна. „Атлантида: Изгубљено царство” је био познат по усвајању јединственог визуелног стила уметника стрипова Мајка Мигнола, једног од продукционих дизајнера филма. Филм је користио више компјутерски генерисаних слика (CGI) него било који од претходних традиционално анимираних Дизнијевих филмова и остаје један од ретких који је снимљен у анаморфном формату. Лингвиста Марк Окранд је конструисао атлантиђански језик специјално за употребу у филму. Џејмс Њутон Хауард је компоновао музику за филм. Филм је изашао у време када се интересовање публике за анимиране филмове пребацивало са ручно цртане анимације на филмове са потпуним CGI-јем.
„Атлантида: Изгубљено царство” премијерно је приказана у позоришту Ел Капитан у Холивуду, Лос Анђелес, 3. јуна 2001. године, а у општу дистрибуцију је пуштена 15. јуна. Филм је добио мешовите критике. Са буџетом од око 90–120 милиона долара, „Атлантида” је зарадила преко 186 милиона долара широм света, од чега је 84 милиона долара зарађено у Северној Америци. Слаб одзив на благајнама приписан је конкуренцији са филмовима „Шрек” и „Лара Крофт: Пљачкаш гробница”. Због слабијег успеха филма, Дизни је отказао планирану анимирану телевизијску серију „Тим Атлантида”, подводну атракцију у Дизниленду и вулканску атракцију у Магичном Краљевству која је требало да буде заснована на филму. „Атлантида” је била номинована за неколико награда, укључујући седам Ени награда, и освојила је награду за најбоље уређивање звука на додели Златних котурова 2002. године. Филм је издат на VHS и DVD 29. јануара 2002. године, а на Blu-ray 11. јуна 2013. године. Упркос првобитном пријему, касније преиспитивање довело је до тога да „Атлантида” стекне култни статус и поновну оцену критичара као неправедно занемареног класика, делимично због јединственог уметничког утицаја Мајка Мигноле. Директно на видео је издат наставак „Атлантида: Милов повратак” 2003. године.

## Радња
Године 6800. п. н. е., џиновска експлозија шаље мегаталас према граду Атлантиди. Остављајући иза себе свог мужа, краља, и њихову младу ћерку, принцезу Киду, краљица Атлантиде се спаја са лебдећим кристалом, стварајући заштитну куполу над најужим делом града док талас потапа континент и град под таласе.
Године 1914, археолог Мајло Теч чврсто верује у постојање Атлантиде и решен је да убеди Институт Смитсонијан да финансира експедицију како би је открио. Једног дана, сусреће се са ексцентричним милионером Престоном Б. Витмором, старим пријатељем Мајловог покојног деде Тадеуса. Витмор открива да је направио опкладу са Тадеусом да ће финансирати експедицију до Атлантиде. Витмор убеђује Мајла да се придружи експедицији и даје му Чобанов дневник, књигу која описује историју и пут до Атлантиде. Експедицију предводи командант Лајл Тиберијус Рорк. Посада укључује поручника Хелгу Синклер, Роркову заменицу немачког порекла; Винија Санторинија, стручњака за експлозиве; Молеа Молијера, геолога; др Џошуу Свита, медицинског службеника; Одри Рамирез, механичара; госпођу Вилхелмину Пакард, радио оператера; Кукија Фарнсворта, кувара; и десетине војника и морнара. Њихова подморница, Улис, нападнута је и уништена од стране механичког лавајатана који чува улаз у Атлантиду. Пратећи дневник, посада путује кроз угашени вулкан и на крају стиже у Атлантиду, где их дочекује Кида, која изгледа као млада одрасла особа.
Не обазирући се на жеље свог оца, Кида ангажује Мајла да помогне Атлантиди да поврати своју историју, јер њена култура и знање вековима пропадају. Мајло сазнаје да огромни кристал, Срце Атлантиде, даје људима дуговечност и да је некада покретао њихове машине путем мањих кристала које носе. Међутим, Рорк и посада их заробљавају како би пронашли и украли Срце да би га продали највишем понуђачу, што би такође убило становнике Атлантиде који су се ослањали на Срце хиљадама година.
Када краљ одбија да открије локацију Срца, Рорк га тешко рањава. Посада Рорка касније налази Срце. Под хипнозом кристала, Кида се спаја са кристалом. Рорк закључава кристал у кутију и спрема се да оде. Мајло убеди Винија, Одри, Молијера, Пакарда, Свита и Кукија да се одупру Рорку, не желећи да буду одговорни за исчезнуће Атлантидаца. Рорк, Хелга и војници крену ка површини са Кидом и униште мост, затварајући остале иза. Краљ даје Мајлу свој кристал, објашњавајући да Срце бира краљевског домаћина када је град у опасности и да је покушао да га оружа огромном моћу, што је изазвало потопљење Атлантиса. Моли га моли да спасе Атлантиду и Киду, која ће бити изгубљена заувек ако се ускоро не одвоји од кристала пре него што он умре.
Мајло и његови пријатељи организују Атлантидце да поново активирају своје летеће машине и прогоне најамнике; они поразе Роркове војнике. Рорк и Хелга покушавају да побегну с кристалом; међутим, Рорк издаје Хелгу и баца је са свог зрачног брода, који садржи кутију. Као освету, Хелга пуца и оштећује зрачни брод. Док зрачни брод гори, Мајло пресече Рорка кристалом-напаљеним ломом стакла, преваривши Рорка у кристалног чудовишта; затим Рорка разбију вијци зрачног брода, што га принуђује да се сруши и буди угасли вулкан. Мајло и остали беже назад у Атлантиду с Кидом, која, још у споју с кристалом, излази у небо и буди древне Камене Чуваре, који стварају куполу да заштите Атлантиду од лаве. Када опасност буде незаклонита, Срце враћа Киду, живу, Мајлу.
Мајло одлучује да остане у Атлантиди са Кидом, у коју се љубавно залаже, док посада враћа на површину, сваки од њих добијајући мали атлантидски кристал и део богатства. Прегледајући фотографије авантуре које је направила госпођа Пакард, Витмор се слаже са заклинњањем посаде на тајност како би сачували безбедност Атлантиде. Витмор такође добија свој атлантидски кристал који му је Мајло послао уз поруку. У међувремену, назад у Атлантиди, Мајло и Кида (која постаје нова краљица) круже израђеним каменим важаром Кидиног покојног оца, заједно са онима других претходних краљева, око Срца Атлантиде док се поново надизе изнад ново обновљеног града.

## Гласове давали
- Мајкл Џ. Фокс као Мајло Џејмс Теч, лингвиста и картограф у Смитсонијану који је регрутован да дешифрује Чобанов дневник док води експедицију до Атлантиде.
- Џејмс Гарнер као командант Лајл Тиберијус Рорк, вођа групе најамника за експедицију до Атлантиде.
- Кри Самер као Кидагакаш „Кида” Недак, принцеза Атлантиде и Мајлова љубав.
- Дон Новело као Винченцо „Вини” Санторини, италијански стручњак за експлозиве.
- Фил Морис као др Џошуа Стронгбеар Свит, лекар афроамеричког и староседелачког америчког порекла.
- Клаудија Кристијан као поручник Хелга Катрина Синклер, Роркова заменица немачког порекла.
- Жаклин Обрадорс као Одри Росио Рамирез, механичарка порториканског порекла и најмлађа чланица експедиције.
- Флоренс Стенли као Вилхелмина Берта Пакард, старија, саркастична радио оператерка која пуши ланце.
- Џон Махони као Престон Б. Витмор, ексцентрични милионер који финансира експедицију до Атлантиде. Лојд Бриџис је првобитно био изабран и снимао је улогу Витмора, али је преминуо пре завршетка филма. Махонијева енергија и елан довели су до тога да Витморов карактер буде поново осмишљен за филм.
- Џим Варни као Џебидаја Алардајс „Куки” Фарнсворт, кувар који ради у стилу западањачких кућица. Варни је преминуо од рака на бубрегу у фебруару 2000. године, пре завршетка продукције филма, и филм је посвећен његовом сећању. Стивен Бар је снимио додатне дијалоге за Кукија.
- Кори Бартон као Гаетан „Мол” Молијер, француски геолог који се понаша као крт.
- Леонард Нимој као Кашеким Недак, краљ Атлантиде и отац Киде.
- Дејвид Огден Стијерс као Фентон К. Харкорт, члан управног одбора Смитсонијан института који одбацује Мајлово веровање у постојање Атлантиде.

## Продукција

### Развој
Идеја за „Атлантида: Изгубљено царство ” родила се у октобру 1996. године када су Дон Хан, Гари Траудејл, Кирк Вајс и Таб Марфи ручали у мексичком ресторану у Бурбанку, Калифорнија. Недавно завршивши филм „Звонар Нотр Дама” , продуцент и редитељи желели су да задрже екипу са „Звонаром” за још један филм са „Земљом авантуре”, а не „Земљом фантазије”.Инспирисани Жилом Верном и његовим делом „Двадесет хиљада миља под морем” (1870), почели су да праве филм који би потпуно истражио Атлантиду (за разлику од кратке посете приказане у Верновом роману). Користећи пре свега интернет за истраживање митологије Атлантиса, филмски стваратељи заинтересовали су се за видовитог предвиђања Едгара Кејсија и одлучили да укључе неке од његових идеја - пре свега идеју о мајчинском кристалу који обезбеђује снагу, здравље и дуготрајност Атлантидцима - у причу. Такође су посећивали музеје и старе војне инсталације како би изучили технологију раних 20. века (временски период филма) и путовали подземљем у пећинама Карлсбад у Новом Мексику како би видели подземне стазе које би послужиле као модел за приступ Атлантису у филму.
Филмски стваратељи желели су да избегну уобичајни приказ Атлантиса као „срушених грчких колона под водом”, рекао је Вајс. „Од самог почетка, били смо посвећени пројекту од главе до пете. Хајде да дизајнирамо архитектурни стил, облачење, наслеђе, обичаје, како би спавали и како би говорили. Зато смо ангажовали људе који би нам помогли у развијању тих идеја.” Уметнички директор Давид Гоетц изјавио је: „Истражили смо мајанску архитектуру, стилове античке, необичне архитектуре из целог света, а редитељи су заиста волели изглед архитектуре Југоисточне Азије.” Касније је тим преузео идеје из других архитектурних форми, укључујући камбоџанске, индијске и тибетанске радове. Хан додато: „Ако узмете и деконструишете архитектуру из целог света у један архитектонски речник, тако изгледа наш Атлантис.” Општи дизајн и кружни распоред Атлантиса такође су базирани на писанима Платона, а његова изрека „за један дан и ноћ несреће, острво Атлантиса нестало је у дубинама мора” била је утицајна од почетка производње. Екипа је носила мајице на којима је писало „АТЛАНТИДА - Мање песама, више експлозија” због плана филма као акционо-авантуристичког филма (за разлику од претходних анимираних филмова Дизнија, који су били музикали).

#### Језик
Марк Окранд, који је развио клингонски језик за телевизијске и театралне продукције „Звезданих стаза”, ангажован је да осмисли атлантски језик за филм „Атлантис: Изгубљено царство”. Водећи се почетним концептом редитеља да је то „матерњи језик”, Окранд је користио индо-европски речник са сопственом граматичком структуром. Мењао је речи ако су почеле да звуче превише као стварни говорени језик. Џон Емерсон је дизајнирао писану компоненту, правећи стотине насумичних скица појединачних слова између којих су редитељи изабрали најбоља за представљање атлантског алфабета. Писани језик био је бустрофедон: дизајниран да се чита с лева на десно на првој линији, затим с десна на лево на другој, настављајући у зигзагастом шаблону да би симулирао ток воде.

### Писац
Џош Видон је био први писац који је учествовао у пројекту филма, али је ускоро напустио рад на другим Дизнијевим пројектима. Према његовим речима, он „није учествовао ни мало” у филму. Таб Марфи је завршио сценарио, изјављујући да је време од првобитног разговора о причи до производње сценарија који задовољава екипу филма било „око три до четири месеца”. Први нацрт је био дужи од типичног Диснијевог сценарија за филм (који обично износи 90 страница) са 155 страна. Када су прва два акта била дужине од 120 минута, редитељи су исекли ликове и секвенце и више се фокусирали на Мајла. Марфи је рекао да је створио вековима стари Чобанов дневник зато што је требао мапу којом би пратили ликови кроз њихову путовање. Ревидирана верзија сценарија уклонила је изазове са којима се сусрећу истраживачи када навигирају пећинама ка Атлантису. Ово је дало филму бржи темпо јер је Атлантис откривен раније у причи.
Карактер Мајла Џ. Теча је првобитно требало да буде потомак Едварда Тича, познатог као пират Црнобради. Касније су га редитељи повезали са истраживачем како би открио свој унутрашњи таленат за истраживање. Карактер Молијера је првобитно требало да буде „професорски”, али је Крис Јур, приповедач, променио концепт у „гадно мало кртовско биће са лудачким капутом и чудном опремом за главу са излажућим очима”, рекао је Вајс. Дон Хан је истакао да је отсуство песама представљало изазов за тим који је навикнут на анимацију музикала, јер су акционе сцене саме морале да носе филм. Кирк Вајс је рекао да је то дало тиму прилику за више развоја карактера на екрану: „Имали смо више времена на располагању да направимо сцену као што је она где су Мајло и истраживачи камповали и учили једни о другима. Цела секвенца је посвећена вечери и легању. То није нешто што бисмо уобичајено имали луксуза да радимо.”
Хан је изјавио да је прва анимирана секвенца која је завршена током производње била пролог филма. Оригинална верзија је приказивала викиншки ратну партију која користи Чобанов дневник да би пронашла Атлантис и брзо је била поражена од Левајатана. Крајем производње, супервизор за приповести Џон Санфорд рекао је редитељима да сматра да овај пролог не пружа довољно емоционалног укључивања гледалаца с Атлантцима. Иако су знали да је викиншки пролог завршен и да ће бити потребно додатно време и новац за измену сцене, редитељи су се сложили са Санфордом. Траудејл је отишао кући и завршио скечеве за приповедање приче касније те вечери након што је посетио стрип клуб где је на наднакону нацртао нову секвенцу. Отварање је замењено секвенцом која приказује уништење Атлантиса, која је филм представила из перспективе Атлантца и принцезе Киде. Викиншки пролог је укључен као додатна функција на издању DVD-a.

### Распоређивање улога
Кирк Вајс, један од редитеља, рекао је да су изабрали Мајкла Џ. Фокса за улогу Мајла јер су сматрали да његови карактери добијају његову сопствену личност и чине их више веродостојнима на екрану. Фокс је рекао да је глума гласом много лакша него његова прошла искуства са акцијом уживо зато што се није морао бринути како изгледа пред камером док испоручује своје редове. Редитељи су поменули да је Фоксу такође понуђена улога у филму „Титан А.Е.”; он је дозволио свом сину да изабере на којем ће филму радити, а он је изабрао „Атлантис”. Гледаоци су приметили сличности између Мајла и консултанта за језик филма, Марка Окранда, који је развио атлантски језик који се користи у филму. Окранд је изјавио да је Џон Померој, надзорни аниматор Мајла, нацртао слику њега, тврдећи да не зна како изгледа или се понаша лингвиста. Ренди Хејкок, надзорни аниматор за Киду, изјавио је да је њена глумица, Кри Самер, била врло „заплашена” када ју је први пут срео; ово је утицало на то како је желео да Кида изгледа и понаша се на екрану када се сусретне са Мајлом. Вајс је одабрао Џејмса Гарнера за улогу команданта Лајла Тиберијуса Рорка због његовог претходног искуства са акционим филмовима, посебно ратним и западним филмовима, и рекао је да улога „савршено одговара њему”. Када су га питали да ли би био заинтересован за улогу, Гарнер је одговорио: „Учинио бих то у трену.” Продуцент Дон Хан је био тужан што Џим Варни, глас Џебидија Алардиса „Куки” Фарнсворта, никада није видео завршени филм пре него што је преминуо од рака лунгарног канцера у фебруару 2000. године, али је поменуо да су му приказане снимке његове изведбе карактера током његових сесија и рекао: „Волео је то.” Шон Келер, надзорни аниматор за Кукија, изјавио је: „Било је мало тужно то што је [Варни] знао да неће бити у могућности да види овај филм пре него што је преминуо. Урадио је одличан посао са гласовном улогом, знајући да неће видети своју последњу изведбу.” Стивен Бар је снимио додатни дијалог за Кукија.
Џон Махони, који је дао глас Престону Уитмору, изјавио је да је рад на гласу био „ослобађајући” и да му је омогућио да буде „велики” и „екстравагантни” са својим карактером. Рон Хазбенд, надзорни аниматор за др. Џошуа Свит, истакао је да је један од изазова био анимирање Свита у синхронизацији са брзим износом редова Фила Мориса, док је га чувао уверљивим. Морис је изјавио да је овај карактер екстреман, без „средњег тла”; поменуо је: „Када је био срећан, био је заиста срећан, а када је озбиљан, он је заиста озбиљан.” Клаудиа Кристијан описала је свој карактер, лутнант Хелга Катрина Синклеар, као "сензуалан" и "запалјив", и осетила је олакшање када је коначно видела како изгледа њен карактер, шалећи се, „Мрзела би је, знате, проћи кроз све ово и открити да мој карактер изгледа као жаба.” Жаклин Обрадорс је рекла да јој њен карактер, Одреј Росио Рамирез, допушта да се осећа „као мало дете поново” и увек је надала да ће њени сесији трајати дуже. Флоренс Стенли је осетила да је њен карактер, Вилхелмина Берта Пакард, врло „циничан” и „сигуран”: „Она обавља свој посао, а када није заузета, ради шта год жели.” Кори Бартон је поменуо да је нашао своју изведбу као Гаетан „Крт” Молиер допуштајући карактеру да „искочи” из њега док прави смешне гласове. Да би се укључио у карактер током својих снимања, рекао је да би „бацао себе у сцену и осећао се као да сам у овом измисљеном свету”. Кирк Вајс и Рас Едмондс, надзорни аниматор за Винченца „Вини” Санторини, напоменули су јединствену способност Дона Новелла, Винија глумца, да импровизује дијалог током износа улоге. Едмондс се сећао, „[Новело] би погледао у листу, и он би прочитао ред који је био написан једном, и више га никада не би читао! И нисмо користили ни један написани ред, били су импровизације, цео филм.” Мајкл Седено, надзорни аниматор за краља Кашекима Недак, био је задивљен гласним талентом Леонарда Нимоја у улози, изјавивши да је имао „толико богат карактер” у својој изведби. Док је говорио своје редове, Седено је рекао да би екипа седела и гледала Нимоја са зачуђењем.

### Анимација
У врхунцу своје производње, на Атлантису је радило 350 аниматора, уметника и техничара на сва три анимациона студија Дизнија: Уметничка анимација Walt Disney Animation Studios (Бурбанк, Калифорнија), Уметничка анимација Walt Disney Feature Animation Florida (Орландо) и Disney Animation France (Париз). Филм је био један од мали број Дизнијевих анимираних филмова произведених и снимљених у 35мм анаморфном формату. Режисери су осетили да је широкоекранизована слика кључна, као носталгична референца на старе акционе-авантуристичке филмове представљене у Кинемаскоп формату (2.39:1), наводећи „Индијана Џоунс” као инспирацију. Зато што би прелазак на формат захтевао куповину анимационих столова и опреме дизајнираних за широкоекранизоване, извршници у Дизнију су првобитно били оклеветни око идеје. Производни тим је нашао једноставно решење тиме што је цртао у мањем кадру на истом папиру и опреми која се користи за стандардни аспект ратио (1.66:1) Дизни-анимиране филмове. Супервизор распореда Ед Гертнер написао је водич за широкоекранизовани формат за коришћење од стране распоредних уметника и поменуо је да једна од предности широкоекрана је та што може држати карактере у сценама дуже због додатног простора за ходњу унутар кадра. Вајс је додатно нашао инспирацију за формат од филмаджија Дејвида Лина и Акире Куросаве.
Визуелни стил филма је јако базиран на стилу Мајка Мигноле, аутора комикса који је стојао иза Хелбоја. Мигнола је био један од четири дизајнера продукције (заједно са Матом Кодом, Џим Мартином и Рикардом Делгадом) које је ангажовао Дизни студио за филм. Стога је представио водиче за стил, претходне дизајне карактера и позадине, и идеје за причу. „Мигнолин графички, ангуларни стил био је кључни утицај на 'изглед' карактера,” рекао је Вајс. Мигнола је био изненађен када је први пут контактиран од стране студија да ради на Атлантису. Његов уметнички утицај на филм ће касније допринети кул пратњи.
Завршна сцена филма, одмах пре крајње картице на почетку, описана је од стране режисера као најтежа сцена у историји Дизни анимације. Рекли су да је претходни покушај истезања на њиховом претходном филму, The Hunchback of Notre Dame, „претрпевао” и „недостајао дубине”; међутим, након што су направили напредак у процесу вишепланске анимације, покушали су технику поново на Атлантису. Сцена почиње са једним парчетом папира величине 16 инча (40,6 цм) које приказује блиски поглед на Мила и Киду. Док камера одступа од њих да открије ново обновљени Атлантис, достиже еквивалент од 18,000 инча (46,000 цм) парче папира сачињено од многих индивидуалних парчића папира (24 инча [61 цм] или мање). Сваки парчић је пажљиво нацртан и комбинован са анимираним возилима која истовремено лете преко сцене како би гледаоц видео потпуну, интегрисану слику.
У време свог изласка, Атлантис: Изгубљено краљевство је било знаменито по томе што је користило више компјутерски генерисаних слика (CGI) него било који други Дизнијев традиционално анимирани филм. Да би повећали производњу, режисери су омогућили дигиталним уметницима да раде са традиционалним аниматорима током целе производње. Неколико важних сцена захтевало је тешку употребу дигиталне анимације: Левијатан, подморница Улис и суб-подови, Срце Атлантиса и Камени Гиганти. Током производње, након што су Мат Код и Џим Мартин дизајнирали Улис на папиру, Грег Ароновиц је ангажован да изгради модел подморнице у складишту, који је коришћен као референца за цртање 3Д Улиса. Коначни филм је укључивао 362 снимка са дигиталним ефектима, а рачунарски програми су коришћени за беспрекорно спајање 2Д и 3Д уметничких радова. Једна сцена која је искористила ово била је „потапање подморнице” сцена, где је 3Д Улис био бачен са своје палубе у воду. Док је камера пловила ка њему, 2Д Мајло је нацртан тако да изгледа унутар, пратећи камеру. Екипа је напоменула да је изазовно било задржати публику да не примети разлику између 2Д и 3Д цртежа када су спојени. Дигитална производња такође је дала режисерима јединствену „виртуелну камеру” за компликоване снимке у филму. Способна да ради у з-оси, ова камера се кретала кроз дигитални жичани оквир; позадина и детаљи су касније ручно нацртани преко жичаних оквира. Ово је коришћено у почетној сцени лета кроз Атлантис и у потери подморнице кроз подводни песак са Левијатаном у потрази.

### Музика
Пошто филм не би садржавао песме, режисери су ангажовали Џејмса Њутона Хауарда да компонује музику након што су чули његову музику на филму Диносаур. Приступајући томе као да компонује музику за играни филм, Хауард је одлучио да има различите музичке теме за културе света на површини и Атлантиду. У случају Атлантиде, Хауард је изабрао индонежански оркестарски звук који укључује звона, чинеле и гонгове. Режисери су рекли Хауарду да ће филм имати неколико кључних сцена без дијалога; музика ће морати да пренесе емоционално оно што гледалац види на екрану.
Гари Ридстром и његов тим у Скајвокер Звуку били су ангажовани за производњу звука филма. Као и Хауард, Ридстром је користио различите звукове за две културе. Усмеравајући се на машинске и механичке звукове ране индустријалне ере за истраживаче, он је осетио да би Атлантићани требали имати „органичнији” звук који користи керамику и посуду. Звук који производе атлантидски летећи рибљи возили представљао је посебан изазов. Ридстром је открио да је једног дана седео покрај аутопута и снимао када је камион прошао покрај њега брзо. Када је снимак убрзан на његовом рачунару, чинило му се да звучи веома органично, и одлучио је да га користи у филму. Ридстром је створио хармонично звонљавање Срца Атлантиса тако што је превлачио прстом по рубу шампањ грлића, а звук кретања подводних кањона кроз воду са воденим пиком.

## Премијера
Атлантис: Изгубљено царство имало је своју светску премијеру у Дизнејевом Ел Капитан позоришту у Холивуду, Лос Анђелесу, 3. јуна 2001. године и ограничену премијеру у Њујорку и Лос Анђелесу 8. јуна; шира дистрибуција је следила 15. јуна. На премијери, „Дестинација: Атлантис“ била је изложена, представљајући кулисе из филма и информације о легенди Атлантиса са видео играма, изложбама, лазерским тагом и другим забавама. Акваријум Пацифика такође је позајмио различите рибе за приказ унутар атракције.

### Промоција
Атлантис је био међу првим великим покушајима Дизнија да искористи интернет маркетинг. Филм је промовисан преко Келоговса, који је креирао веб-сајт са мини-играма и давањем видео игара заснованих на филму за универзалне баркодове са специјално означених паковања Атлантис доручка. Филм је био један од првих Дизнијевих маркетиншких покушаја путем мобилних оператера и омогућио је корисницима да преузму игре засноване на филму. McDonald's (који је имао ексклузивни уговор о лиценцирању свих Дизнијевих издања) промовисао је филм са играчкама из Happy Meal паковања, паковањем хране и унутрашњим декором у продавницама. McDonald'sје имао рекламну кампању на телевизији, радију и у штампи почевши од датума објављивања филма. Frito-Lay је нудио бесплатне улазнице за филм на специјално означеним паковањима закуске.

### Издавачка кућа
Атлантис: Изгубљено краљевство је пуштено на ВХС и ДВД 29. јануара 2002. године. У току првог месеца од објављивања за кућно гледање, филм је лидер у продаји ВХС-а и трећи у комбинованој продажи ВХС-а и ДВД-а. Продаже и изнајмљивања ВХС-а и ДВД-а заједно касније су накупиле 157 милиона долара прихода до средине 2003. године. Објављене су и едноставна ДВД издања и колекционерско издање са два диска (са бонус садржајима). Едноставно ДВД издање даје гледаоцу могућност да прати филм или у његовом оригиналном кинематографском формату 2.39:1 или у модификованом 1.33:1 формату (коришћењем пан и скен методе). Бонус садржаји доступни на ДВД верзији укључују аудио и визуелни коментар тима филма, виртуелну туру по CGI моделима, туторијал за атлантски језик, енциклопедију о миту о Атлантиди и избачену пролог сцену са Викингом. Колекционерско издање ДВД садржи све садржаје једноставног издања и диск са додатним материјалима који детаљно описују све аспекте производње филма. Филм колекционерског издања може се гледати само у његовом оригиналном кинематографском формату, а такође садржи и опционални DTS 5.1 звучна трака. Обе ДВД верзије, међутим, садрже Долби Дигитални 5.1 звучни трек и су THX сертификоване. Дизни је дигитално ремастеровао и објавио Атлантис на Blu-ray 11. јуна 2013. године, уз додатак његовом сиквелу Атлантис: Повратак Милоа.

## Критике
Веб-сајт за агрегацију рецензија Rotten Tomatoes саопштава да је 49% од 144 професионалних критичара дало позитивну рецензију на Атлантис: Изгубљено краљевство; просечна оцена је 5.5/10. Концензус сајта је: „Атлантис пружа брзопотежни спектакл, али мало уступа у таквим стварима као што су развој карактера и кохерентни замјет”. Metacritic је филму доделио просечну оцену од 52 од 100 на основу 29 рецензија главних критичара; ово је сматрано „мешаним или просечним рецензијама”. Публика анкетирана од стране CinemaScore дала је филму просечну оцену „A” на скали од А+ до „F”.
Иако су критичари имали мешане реакције на филм уопште, неки су га похвалили за његове визуелне елементе, акционо-авантуристичке елементе и покушај да привуче старију публику. Роџер Иберт доделио је Атлантису три и по звездице од четири. Хвалио је „чист изглед визуелних елемената анимације” и „класичну енергију стила комикса”, за шта је заслужан рад Мајка Мигноле. Иберт је посебно похвалио причу и финалну борбену сцену и написао: „Прича о Атлантису је узбудљива на старом научно-фантастичном начину, али климактична сцена превазилази остатак и стоји сама за себе као једна од великих анимираних акционих секвенци”. У The New York Times, Елвис Митчел похвалио је филм, називајући га „монументалним уживањем”, и изјавио: „Атлантис је такође један од најзанимљивијих Дизнијевих цртаних филмова од када је Ујак Валт институционализовао четворопрстну рукавицу”. Интернет филмски критичар Џејмс Берарделлини написао је позитивну рецензију филма, додељујући му три од четири звездице. Писао је: „Укупно гледано, Атлантис нуди 90 минута солидне забаве, још једном доказујући да, иако можда Дизни нема појма када су у питању производња добрих играних филмова, они су тачно обрнути када је у питању њихова анимирана дивизија”. У чланку за Сан Франциско Хроникл, Весли Морис позитивно је оценио приступ филма старијој публици: „Али унутар тог површног, Атлантис је препун могућности за одрасле”.
Други критичари сматрали су да је филм медиокритетан у вези са својом причом и карактерима, и да није успео да задовољи Дизнијеву традиционалну публику као немузички филм. Овен Глеиберман из Entertainment Weekly доделио је филму оцену C+, пишући да филм има „обичне, формулске карактере” и да је „суштина заната без сна”. Кенет Туран из Los Angeles Times рекао је да су прича и карактеризације „старомодне” и да филм има ретроградни изглед суботњих јутарњих цртаћа, али су ови недостаци компензовани његовом „брзом акцијом” и хаотичним темпом. Тод Мекарти из Варајети написао је: „Дисни се усмерава ка све-разговору, без-певања, без-играња и, на крају, без-забавном анимираном територију.” Стефани Захарек из Salon писала је о покушају Дизнија да направи филм за одраслу публику: „Велики проблем с Дизнијевим најновијим анимираним остварењем, Атлантис: Изгубљени свет, је што се уопште не чини да је намењено клинцима: Толико је одрасло да је изузетно сморно.” Рита Кемпли из Вашингтон Поста оценила је филм лоше, називајући га „новодобаром, али старомодном смесом” и написала: „Иронично је што се Дизни надао да ће ажурирати свој имиџ овим благо развесељавајућим авантуром, али филм се заиста није одвојио од испробаних формата, који се потцењују у значајно бољем Шреку.”
У 2015. години, Катарина Трендацоста са сајта io9 објавила је рецензију филма и назвала га „Прелепи Бисер Филм који је Заслужио Боље од Онога што Је Добио”, и рекла је да филм заслужује више љубави него што је касније добио. Линдсеј Тил сматра „Атлантис” „изгубљеним Дизнијевим класиком”. Описујући филм као врло забаван, хвали писање и карактеризацију - посебно, Свит, Хелгу и Киду. Посебно се хвали карактер Киде. Саммер је сматрала карактер Киде једном од својих омиљених улога и чак сматра карактера са позадином службеним делом линије Дизнијевих принцеза.